# Massimo Rocca
Massimo Rocca (Torino, 26 febbraio 1884 – Salò, 22 maggio 1973) è stato un giornalista e politico italiano.
Fu deputato del Partito Nazionale Fascista dal 1924 al 1926.

## Biografia
Conosciuto come giornalista con lo pseudonimo di Libero Tancredi, collaborò in gioventù con numerosi giornali anarchici o rivoluzionari, dapprima la rivista luganese Pagine Libere e, successivamente, il quotidiano socialista Avanti!; di quell'epoca la conoscenza con Benito Mussolini, allora direttore dell'organo del PSI. Nel 1914 compì la scelta interventista parimenti ad un altro anarchico torinese: Mario Gioda. Nello stesso anno si ebbe la svolta interventista di Benito Mussolini e la successiva nascita del Popolo d'Italia (15 novembre 1914). Rocca scrisse per il quotidiano fondato da Mussolini. Costituì con altri a Milano il Fascio rivoluzionario d'azione internazionalista. Si arruolò volontario nella legione garibaldina che combatté per la Francia nelle Argonne. Il 24 maggio 1915 l’Italia entrò in guerra. Rocca ritornò in patria per arruolarsi nel Regio esercito.
Nel dopoguerra non partecipò all'adunata di San Sepolcro, ma si avvicinò al movimento fascista nel corso del 1920. Nel 1921 si candidò alle politiche nella lista del Blocco Nazionale.
Quando avvenne lo scontro di Mussolini con il fascismo intransigente dei Ras a proposito del patto di pacificazione con i socialisti (3 agosto 1921), Massimo Rocca si schierò al fianco di Mussolini per la trasformazione del movimento fascista in partito politico. Al congresso di Roma del novembre del 1921, che trasformò il movimento in partito, Rocca fu eletto membro della Direzione nazionale del Partito Nazionale Fascista, entrando nel novero dei massimi dirigenti del partito. 
Dopo la Marcia su Roma (28 ottobre 1922) e la conseguente formazione del primo Governo Mussolini divenne fautore di una politica di normalizzazione. I gravi avvenimenti di Torino dove le squadre di Piero Brandimarte compirono un vero e proprio eccidio di antifascisti, lo videro con Mario Gioda stigmatizzare i fatti accaduti. I due politici si fecero promotori di un intervento presso Mussolini che ebbe come conseguenza diretta lo scioglimento del Fascio di Torino e la trasformazione dello squadrismo in Milizia inquadrata nel partito.
Da gennaio a settembre 1923 fu membro del Gran consiglio del fascismo e, per un breve periodo, segretario nazionale aggiunto del PNF (5 marzo - 24 aprile). In quella veste fu fautore della fusione tra il partito e l'Associazione Nazionalista Italiana. Sempre nel 1923 fondò con Giuseppe Bottai la rivista Critica fascista. Fu l'atto di nascita del revisionismo: Massimo Rocca ne diventerà la punta di diamante. I revisionisti condannavano il fascismo intransigente, il razzismo e lo squadrismo violento, ma anche il legalismo conservatore che invocava una svolta in senso liberale del fascismo. «Tra le due parti, mediatore, il «revisionismo», che contro l'illegalismo fascista chiedeva il rispetto delle leggi in atto, e contro il legalismo conservatore si batteva per una legalità nuova».
Dopo una prima vittoria di Roberto Farinacci che riuscì nel 1923 a far espellere Rocca dal partito, Mussolini intervenne imponendo una «salomonica» sospensione di tre mesi. Durante i mesi successivi, Massimo Rocca radicalizzò sempre più le proprie posizioni, tanto che lo stesso Bottai ne prese le distanze; Rocca arrivò a prospettare il superamento del fascismo propugnando di conseguenza una specie di statalismo liberale con a capo Benito Mussolini, di cui fu (quasi sempre) sostenitore.
Nel 1924 Rocca fu confermato deputato venendo eletto nel Listone fascista. I suoi avversari però ebbero buon gioco a chiederne poco dopo la definitiva espulsione dal Partito Fascista, che questa volta Mussolini concesse alla luce dello scontro pubblicamente emerso mentre era in viaggio in Sicilia. Il 19 maggio 1924 Rocca è aggredito in via del Tritone a Roma dal segretario del Fascio di Genova e dai comandanti delle squadre di azione genovesi.
Tuttavia la sua corrente (i cosiddetti «legalitari» o «normalizzatori») era ancora potente se, nel discorso alla Camera di sabato 7 giugno 1924, Emilio Lussu poteva chiedere beffardamente a Mussolini di scegliere tra Roberto Farinacci e Massimo Rocca, provocando proteste nell'emiciclo di Montecitorio.  
Seguì la crisi dovuta all'assassinio di Matteotti durante la quale - dopo un primo momento in cui ne ricercò il sostegno tornando ad ospitarlo sul giornale del PNF - Mussolini, avendo bisogno del fascismo intransigente, lo isolò sempre più.
Achille Starace e Roberto Farinacci lo attaccarono duramente a Montecitorio quando - nella seduta del 16 maggio 1925 alla Camera dei deputati - Rocca si espresse in senso contrario al progetto di legge sulla disciplina delle associazioni, presentato da Mussolini e mirante soprattutto allo scioglimento della massoneria.
Il 9 novembre 1926, insieme con gli aventiniani e con i comunisti, anche Rocca fu dichiarato decaduto dalla Camera dei deputati.
Dopo il definitivo consolidamento della dittatura fascista, a Massimo Rocca fu tolta la cittadinanza italiana, costringendolo a riparare in Francia. Iniziò il periodo meno chiaro della sua vita. Trasferitosi in Belgio, entrò in contatto con i servizi segreti del regime fascista e divenne il fiduciario n. 714 dell'OVRA, con lo pseudonimo di Omero.
Ci fu un riavvicinamento al fascismo e nel 1938 gli fu restituita la cittadinanza. Aderì dopo l'8 settembre 1943, pur riparando in Germania, alla Repubblica Sociale Italiana. Arrestato nel settembre 1944 dagli Alleati, fu recluso ad Anversa e condannato in Belgio a 15 anni di reclusione, poi ridotti a 9, e infine amnistiato nel giugno 1948, quando tornò, libero, in Italia.
Nel dopoguerra lavorò nel giornalismo.

## Opere
- La tragedia di Barcellona, come Libero Tancredi, Roma, Biblioteca Del Novatore, 1911.
- Dopo Tripoli e la guerra balcanica. Appunti storici per fissare le responsabilità, come Libero Tancredi, Lugano, Rinascimento, 1913.
- L'anarchismo contro l'anarchia. Studio critico documentario, come Libero Tancredi, Pistoia, Rinascimento, 1914.
- Dieci anni di nazionalismo fra i sovversivi d’Italia (1905-1915), Milano, Casa editrice Rinascimento, 1918.
- Il trattato di Rapallo. Una pagina di storia ancora aperta, Milano, Popolo d'Italia, 1921.
- Idee sul fascismo, Firenze, La Voce, 1924.
- Fascismo e finanza, Napoli, Ceccoli, 1925.
- Le fascisme et l'antifascisme en Italie, Paris, Alcan, 1930.
- La crisi della civiltà contemporanea, Milano, M.S.I.-Federazione provinciale milanese, 1949.
- Come il fascismo divenne una dittatura. Storia interna del fascismo dal 1914 al 1925 seguita da La fine e il socialismo di Mussolini, Milano, Edizioni librarie italiane, 1952.
- Le incertezze della scienza moderna, Padova, CEDAM, 1959.
- La sconfitta dell'Europa. La politica internazionale del Ventennio vista dall'estero, Milano, ELI, 1960; Sanremo, Mizar, 1988.
- Il primo fascismo, Roma, Volpe, 1964.